# Strongygaster robusta
Strongygaster robusta là một loài ruồi trong họ Tachinidae.